# متری (لوئیزیانا)
مِتِری (به انگلیسی: Metairie /ˈmɛtəri/ met-uh-ree) شهری در ایالت لوئیزیانا کشور ایالات متحده آمریکا است که جمعیت آن در سرشماری سال ۲۰۱۰ میلادی، ۱۳۸٬۴۸۱ نفر بوده‌است.